# 中国一点都不能少

人民日报微博制作的《中国一点都不能少》海报

中国一点都不能少，是2016年7月为抗议南海仲裁案在中国大陆出现的政治口号，最早出现于中共中央机关报《人民日报》官方微博发布的一张图片。
在中国中心主义與中華人民共和國統一臺灣的意識型態下出現的中國民族主義口號，是中華人民共和國愛國主義教育的一部份。

## 事件經過
2016年7月11日，临近南海仲裁案仲裁结果公布，人民日报新媒体中心策划推出“中国一点都不能少”报道专题，以“中国一点都不能少”为报道主题词，通过图片、H5动图、海报、文章、视频、九宫格图解等形式表达中国大陸當局的态度和立场，详细解读《中国坚持通过谈判解决中国与菲律宾在南海的有关争议》白皮书，宣傳相关聲索；该新闻专题後續获得第二十七届中国新闻奖一等奖。人民日報同時也在微博的官方账号发布图片《中国一点都不能少》，配以文字“这才是中国，一点都不能少”，并发起微博话题“#中国一点都不能少#”。随后蒋劲夫、贾乃亮、杨洋、李晨等大量明星转发人民日报的这一微博。
张艺兴将自己的Instagram以及微博账号的头像替换为《中国一点都不能少》图片，宋茜转发人民日报微博后在其Instagram账号发布《中国一点都不能少》图片，两人的Instagram账号下被大量台湾、越南、菲律宾网民抨擊。由于黃曉明转发“中国，一点都不能少”微博，其主演的电视剧《新上海灘》立刻遭到原本正在播出的越南平順省的停播。

## 相關事件

### 2018年金馬獎輿論風波
2018年第55屆金馬獎在中國大陸引發輿論風波後，中國大陸藝人紛紛引用此圖支持中華人民共和國對台灣的主權聲張。当届金马影帝徐崢、入圍影后的周迅及孫儷、現身金馬獎的胡歌及鄧超等藝人，以及范冰冰、李晨、劉詩詩、吴谨言、何炅、姚晨、杨幂、赵薇、胡歌、赵丽颖、李易峰、鹿晗、唐嫣、宋茜、冯绍峰、佟大为、谢娜、高圆圆、陆毅、迪丽热巴、熊黛林、彭浩翔、李冰冰等娱乐明星都在微博表明此一立場。另外，香港藝人陳偉霆、溫碧霞、在韓發展的GOT7成員王嘉爾等，也有轉發該微博。

### 《亲爱的，热爱的》地图事件
2019年7月底，网民指稱电视剧《亲爱的，热爱的》第39集中使用一张“问题”地图，台湾岛、海南岛、阿克赛钦、藏南地区等四处不符合中国大陸官方地图要求，该剧上映前就被热议的导演瞿友宁涉嫌“台独”的问题再次被广泛关注，甚至出现了女主角“杨紫支持台独”的舆论观点。8月1日，男主演李现发微博称“祖国是我们至高的捍卫，一点都不能少”回应此事，女主角杨紫则在转发其工作室的辟谣微博的同时配文“国家主权统一和领土完整不容侵犯，中国，一点都不能少！”。

## 評論
2018年蘋果日報等媒體引述並評論，「中國一點都不能少，但是可以缺一大塊」，顯示豐碩的中國秋海棠版圖，在清朝后期至中华民国时期遭受他國割佔而失去國土瘦成血色公雞，以譏諷“中國大陸公民根本不知道也無權知道中國國土的版圖”，佔領中國領土最多的其實是俄羅斯，如唐努烏梁海、外東北、外西北等。